# J2EE
J2EE är en förkortning av Java 2 Enterprise Edition. J2EE är en samling mjukvarustandarder som har definierats av Java-industrin och som specificerar en Javaplattform för Internetbaserade tjänster och applikationer. J2EE syftar egentligen på en specifik version av Java Enterprise Edition (Java EE), som sedermera har ersatts av Java EE 5 och från och med 2008 Java EE 6.
J2EE omfattar bland annat:
- Java Database Connectivity (JDBC) standard för API för informationshantering mot SQL-databaser
- RMI - Remote Method Invocation, standard för anrop av distribuerade objekt
- Java Servlets - standard för serverkomponenter (främst för HTTP och HTTPS)
- Java Server Pages (JSP) - standard som utökar och delvis förenklar funktionen hos Java Servlets
- Java Naming and Directory Interface JNDI - standard för åtkomst av katalogtjänster, bland annat för översättning mellan namn och motsvarande objekt eller komponent
- Enterprise JavaBeans (EJB) - standard för serverkomponenter som kan hantera transaktioner och databaser
- Java XML - ett antal standarder för hantering av XML-dokument med Java-program
- Java Message Service JMS - asynkron meddelandehantering
- Java Mail - e-posthantering
- Java IDL - CORBA-stöd